# Chlorure de fluoroacétyle
Le chlorure de fluoroacétyle est un composé chimique de formule FCH2COCl. Il se présente sous la forme d'un liquide qui réagit au contact de l'eau. Il a été obtenu par W.E. Truce en 1948 par réaction du fluoroacétate de sodium FCH2COONa avec du pentachlorure de phosphore PCl5. C'est un précurseur de plusieurs composés organiques industriels.